# Agnieszka Kobus
Agnieszka Kobus-Zawojska (Varsóvia, 28 de agosto de 1990) é uma remadora polonesa, medalhista olímpica.

## Carreira
Kobus competiu nos Jogos Olímpicos de 2016, no Rio de Janeiro, onde conquistou a medalha de bronze no skiff quádruplo com Maria Springwald, Joanna Leszczyńska e Monika Ciaciuch.